# 11685 Adamcurry
11685 Adamcurry (1998 FW19) là một thiên thạch được phát hiện ngày 20 tháng 3 năm 1998 bởi Nhóm nghiên cứu thiên thạch gần Trái Đất, phòng thí nghiệm Lincoln.